# Орловський Степан Пантелійович
Степан Пантелійович (Пантелеймонович) Орловський  — український радянський партійний діяч, секретар Сталінського обласного комітету КП(б)У, 1-й секретар Мар'їнського, Єнакіївського, Селидівського, Тельманівського районних комітетів КП(б)У Сталінської області.

## Біографія
Член ВКП(б) з 1929 року.
Перебував на відповідальній партійній роботі.
У 1938—1941 роках — 1-й секретар Мар'їнського районного комітету КП(б)У Сталінської області.
На 1944—1945 роки — 1-й секретар Єнакіївського районного комітету КП(б)У Сталінської області.
На 1947 — березень 1949 року — 1-й секретар Селидівського районного комітету КП(б)У Сталінської області.
У березні (затв.) 1949 — жовтні 1950 року — секретар Сталінського обласного комітету КП(б)У з питань сільського господарства.
На 1954—1955 роки — 1-й секретар Тельманівського районного комітету КПУ Сталінської області.
Подальша доля невідома.

## Нагороди
- орден Вітчизняної війни ІІ ст. (1.02.1945)
- орден Трудового Червоного Прапора (23.01.1948)
- ордени
- медалі